# Bernhard von Busse
Bernhard von Busse (* 8. März 1932 in Oppeln, Oberschlesien; † 23. September 2010) war ein deutscher Architekt.

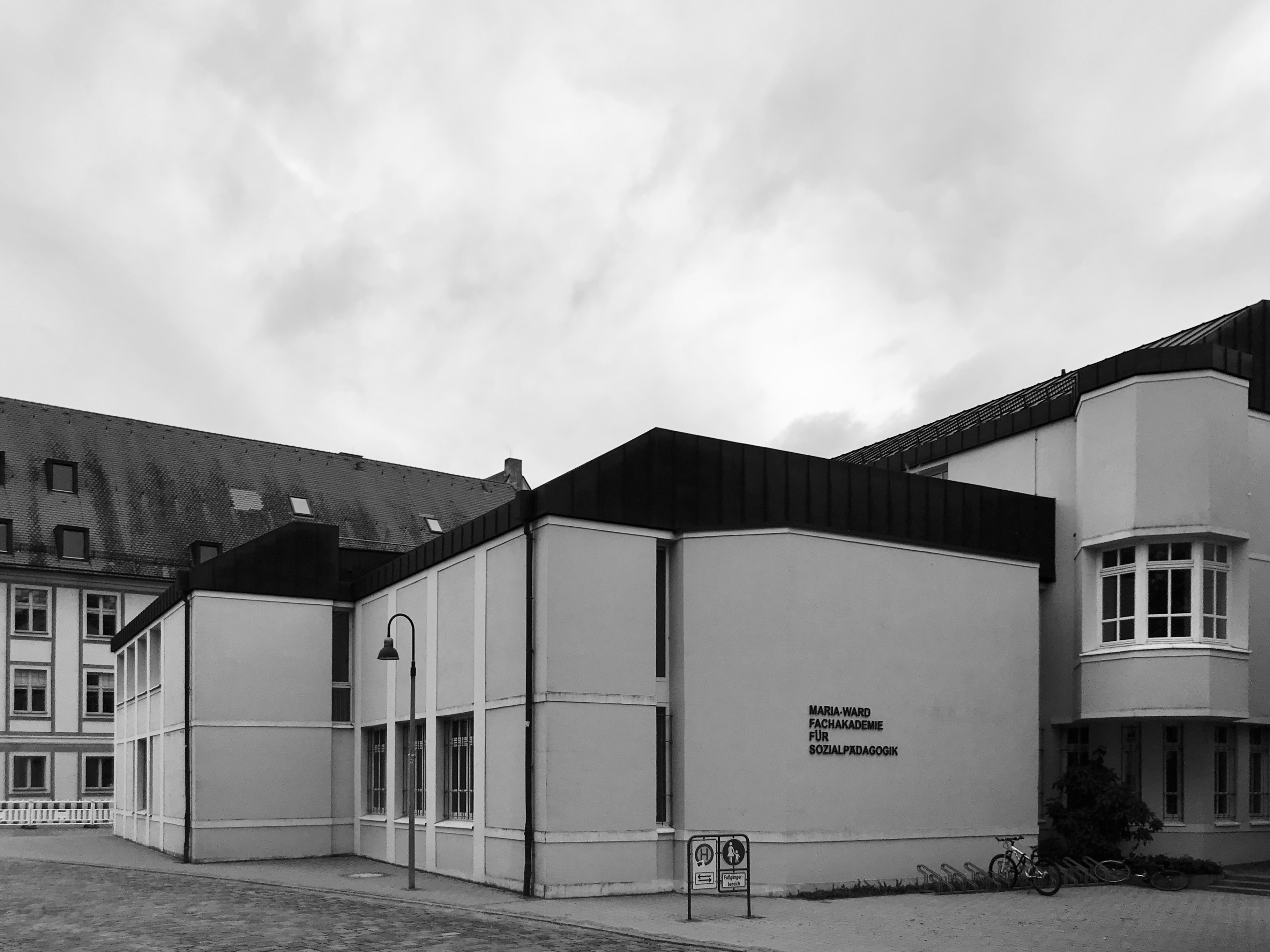
Maria-Ward-Fachakademie für Sozialpädagogik der Diözese Eichstätt

## Werdegang
Bernhard von Busse studierte Architektur an der Technischen Universität München und diplomierte dort. Daraufhin gründete er ein Architekturbüro in München. Partner im Büro war Ulrich Kraus.
Busses Nachlass wurde dem Architekturmuseum der Technischen Universität München übergeben.
Lehrtätigkeit
Busse hatte einen Lehrauftrag an der Fachhochschule München inne.
Mitgliedschaften
Busse war Mitglied im Bund Deutscher Architekten.

## Bauten

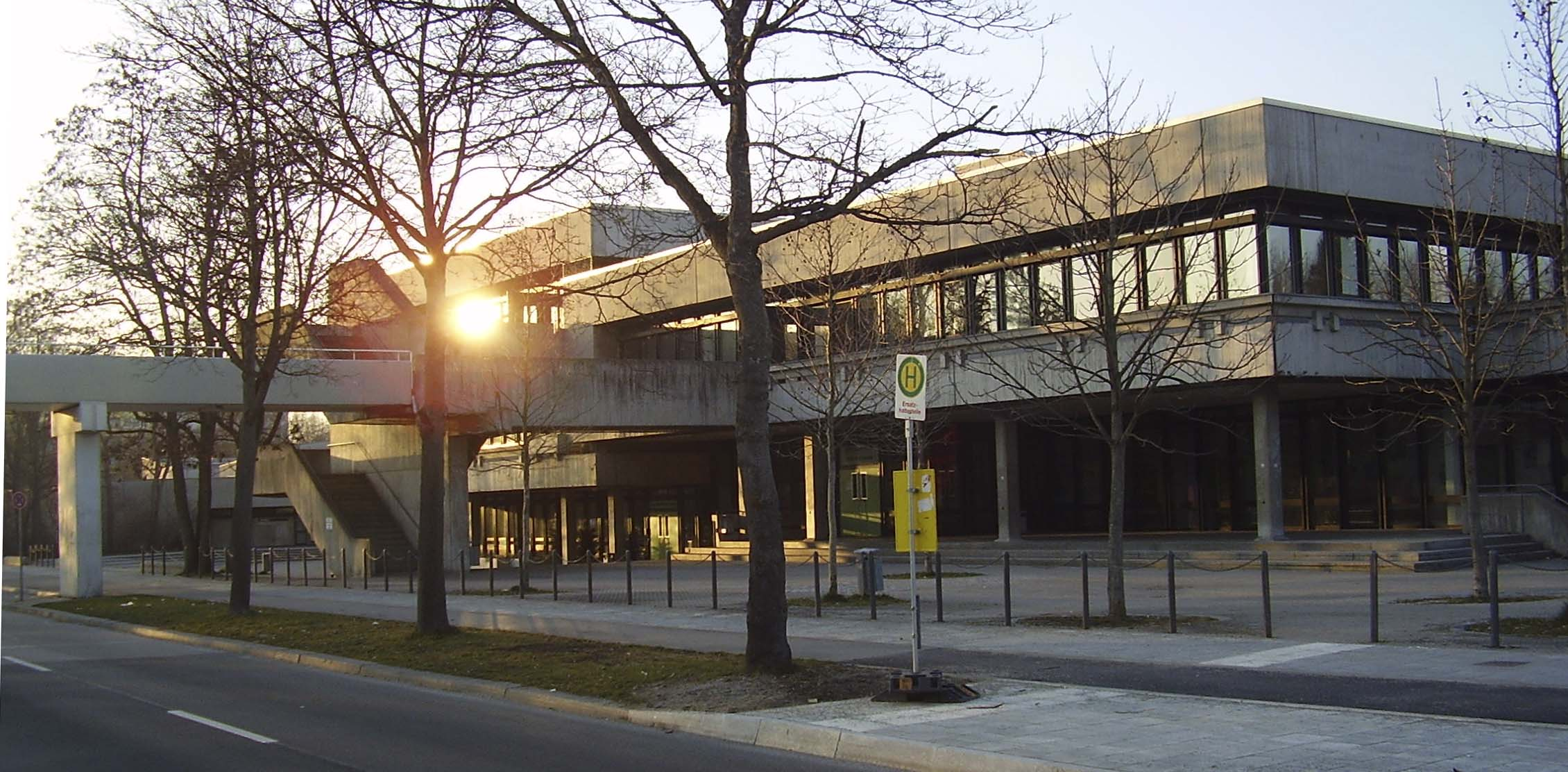
Städtisches Werner-von-Siemens-Gymnasium, Neuperlach

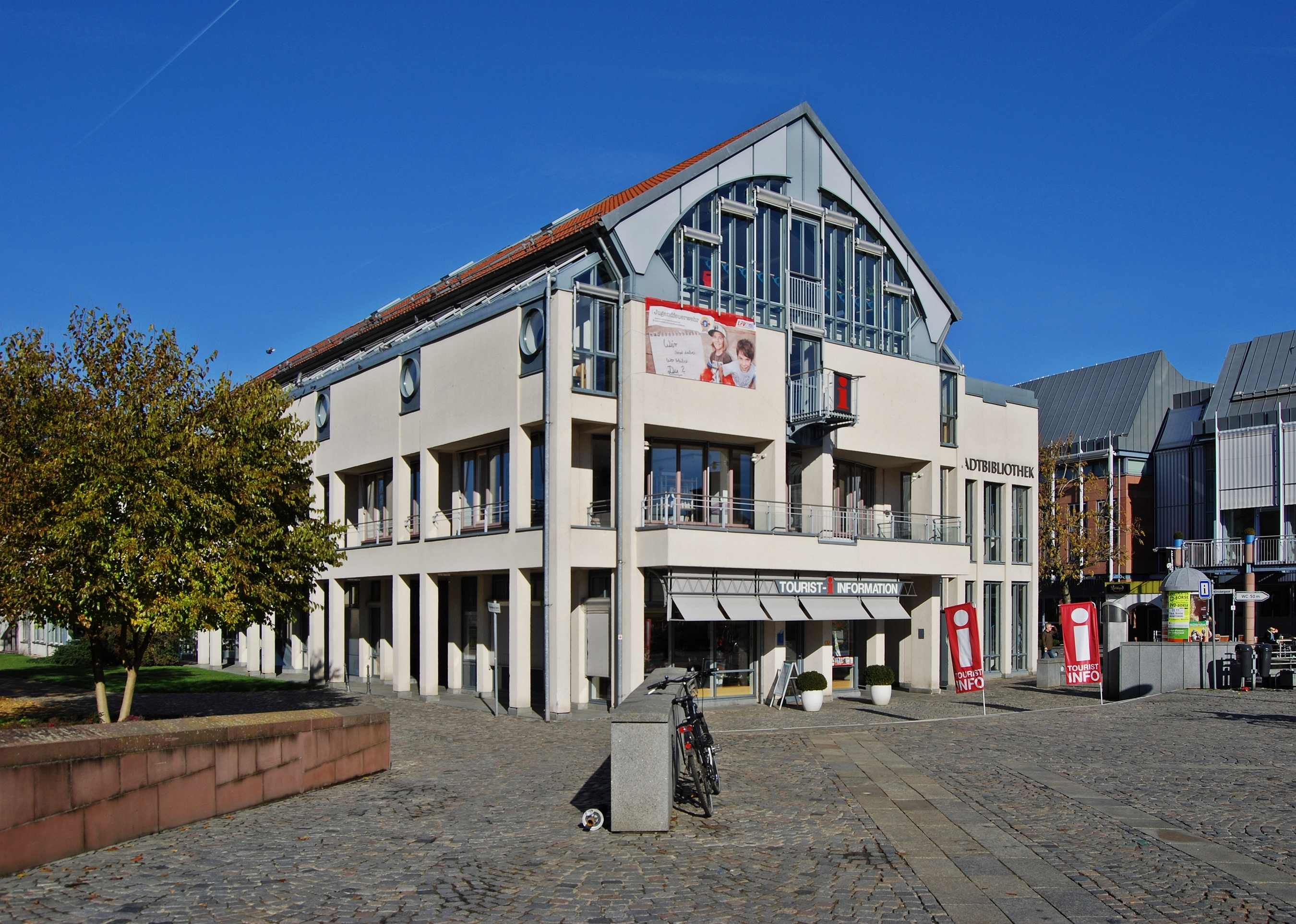
Stadtbibliothek Aschaffenburg

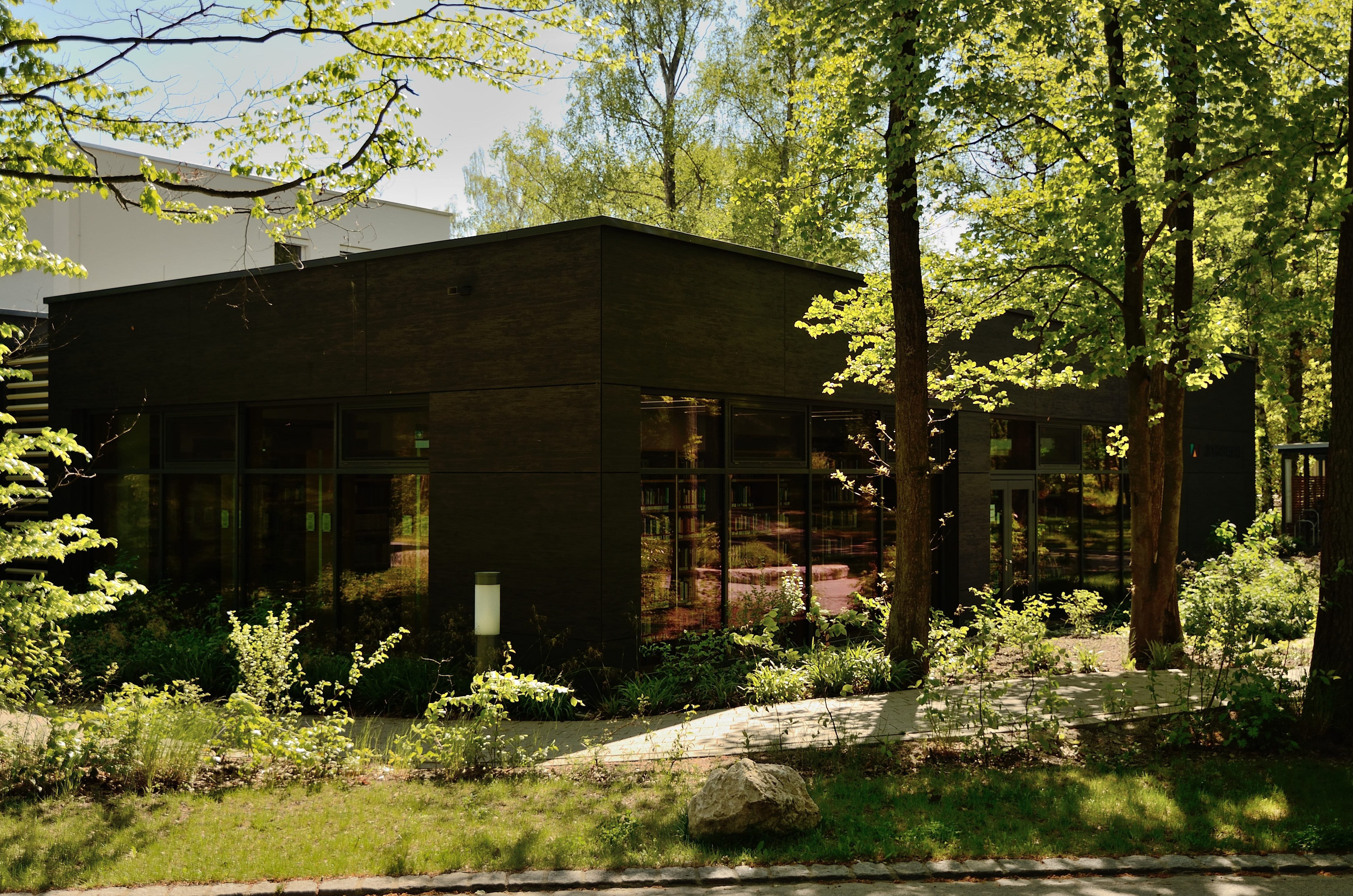
Bibliothek der Augustana-Hochschule Neuendettelsau

- 1961: Wohnhaus am Tegernsee mit Hans-Busso von Busse und Waltraud von Busse
- 1970: Hallenbad, Rheine mit Hans-Busso von Busse[3]
- 1970–1975: Städtisches Werner-von-Siemens-Gymnasium, Neuperlach mit Eberhard Schunck
- 1969–1977: Edwin-Scharff-Haus, Neu-Ulm mit Ulrich Kraus[4]
- 1979–1983: Maria-Ward-Fachakademie für Sozialpädagogik der Diözese Eichstätt
- 1979–1984: Bibliothek der Augustana-Hochschule Neuendettelsau mit Ulrich Kraus
- 1984–1992: Stadthalle am Schloss mit Platzgestaltung und Stadtbibliothek, Aschaffenburg[5]
- 1993–1996: Theater des Stadttheaters Passau

## Ehrungen und Preise
- 1972: Förderpreis für Architektur der Landeshauptstadt München
- 1979: BDA-Preis Bayern für Kultur- und Tagungszentrum, Neu-Ulm
- 2019: polygonale Mensa / Festsaal des Städtischen Werner-von-Siemens-Gymnasium, Neuperlach ist Baudenkmal von Perlach[6]

## Ausstellungen
- 2009: Pläne und Aquarelle der Stadthalle, Aschaffenburg[7]